# Guerra del Cerdo (Serbia)
La guerra del Cerdo entre el Imperio austrohúngaro y el reino de Serbia fue un conflicto comercial de motivación política que tuvo lugar en la primera década del siglo XX y acabó con la pérdida de la gran influencia económica que el primero había gozado sobre el segundo durante la segunda mitad del siglo anterior. El nombre proviene de que Serbia dependía económicamente del Imperio, siendo la carne de cerdo una de sus principales exportaciones a dicho estado.

## Antecedentes
Cuando el principado de Serbia obtuvo la independencia en el Congreso de Berlín de 1878, quedó supeditado política y económicamente al Imperio austrohúngaro. El dominio austrohúngaro del comercio serbio servía al imperio para influenciar la política nacional. El tratado comercial entre el imperio y el reino vecino caducó a principios de 1905, pero fue prorrogado en dos ocasiones, a finales de ese año y en marzo de 1906. Las prórrogas debían dar tiempo a negociar un nuevo acuerdo que sustituyese al antiguo. Por entonces el imperio buscaba recuperar el antiguo dominio sobre Serbia mientras que esta trataba de  frustrar este objetivo y lograr la emancipación del país de la influencia del vecino.
Las negociaciones de renovación del tratado disgustaron a los mandatarios serbios, que consideraron prepotente la actitud del imperio y emprendieron una serie de contactos con otros vecinos con el fin de pactar tratados comerciales alternativos. En marzo de 1905, serbios y búlgaros firmaron un tratado —una unión aduanera que debía servir de antecedente a la unión política de los dos países— que alarmó a los mandatarios austrohúngaros. Estos pretendieron obligar a los serbios a rescindir el acuerdo mediante presiones comerciales. Ante el rechazo serbio, los austrohúngaros impusieron al reino un bloqueo veterinario, que desencadenó el conflicto comercial que se conoce como «guerra del Cerdo», en enero de 1906. La actitud del Gobierno serbio obtuvo el respaldo de la oposición y de los representantes de varias de las grandes potencias, disgustadas por la actitud austrohúngara.
Otro factor que coadyuvó al desencadenamiento del conflicto comercial fue el crecimiento de la producción agrícola húngara, que competía con la serbia y atraía inversiones de los bancos austriacos. La influencia política húngara facilitó la disputa arancelaria que duró de 1906 hasta 1911.

## Conflicto comercial
La prohibición austrohúngara de importar productos agrícolas serbios obligó al reino a cambiar sus exportaciones, hasta entonces muy dependientes del imperio vecino. Este había sido el origen del 53,35 % de las importaciones serbias y el destinatario del 83,66 % de las exportaciones del país balcánico entre 1901 y 1906. El comercio exterior serbio menguó ostensiblemente durante los primeros años del conflicto comercial con Austria-Hungría, pero  en 1907 ya había superado la marca de 1902, el mejor año de exportaciones para el reino. El país tuvo que buscar mercados más lejanos y, para ello, ampliar la industria transformadora que permitía procesar los productos y hacerlos más duraderos, para que soportasen largos viajes a los nuevos puntos de compra. Fundamentalmente, Hungría siguió absorbiendo el grueso de las exportaciones serbias de maíz, que se empleaban en la alimentación de ganado, pero el trigo y la carne fueron a parar a partir de entonces a Alemania.
El sostén financiero necesario para la transformación del comercio provino de Francia que, a cambio, obtuvo los nuevos contratos de armamento. Dada la falta de influencia financiera austrohúngara en Serbia, Viena había tratado de reforzar su posición mediante un contrato serbio con Škoda, pero Belgrado optó por acudir al mercado francés, que le concedió empréstitos para encargar el armamento deseado a la empresa francesa Schneider-Creusot.
El conflicto concluyó con la derrota austrohúngara, que no pudo utilizarlo para devolver al reino vecino a la posición de satélite que había tenido durante parte del siglo anterior. El imperio pasó de dominar el 90 % del comercio exterior serbio a quedarse únicamente con el 30 %. El nuevo acuerdo comercial bilateral se firmó por fin en 1908, pero la oposición a él en el Parlamento austríaco impidió que se ratificase; se implantó provisionalmente en septiembre, pero caducó sin haber logrado la aprobación parlamentaria a finales de marzo de 1909, cuando se reanudó el conflicto arancelario. Las desavenencias entre los dos países continuaron dos años más. El nuevo tratado comercial se acordó finalmente el 27 de julio de 1910, se ratificó en los meses siguientes y entró en vigor el 23 de junio de 1911. Para entonces, Serbia había superado la crisis económica debida a la disputa con el imperio vecino y se había librado de la dependencia económica austrohúngara.